# L'amore oltre il tempo
L'amore oltre il tempo è un cortometraggio del 2020 diretto da Emanuele Pellecchia. È un omaggio al cinema muto di inizio Novecento. Il cortometraggio ha vinto il Globo d'oro al miglior cortometraggio.

## Trama
Un uomo e una donna provenienti da epoche diverse s'incontrano a causa di un'interferenza telefonica. I due avranno un solo obiettivo: restare insieme oltre il tempo.

## Riconoscimenti
- Globo d'oro
  - 2020 - Globo d'oro al miglior cortometraggio
- 2020 - Best Comedy al Sicily Independent Film Award
- 2020 - Miglior film al niff - Noto International Film Festival
- 2020 - Migliore sceneggiatura al niff - Noto International Film Festival
- 2021 - Vincitore Premio Nazionale Alberoandronico
- 2021 Menzione speciale al Monza Film Fest
- 2021 - Menzione d'onore "Miglior cortometraggio sperimentale" al HIIFF - Heart international italian film festival
- 2021 - Premio fuori concorso al Premio Shinema
- 2022 - Best Cinematography (Indie Narrative Short) al 8 & HalFilm Awards
- 2022 - Best Comedy Short al New York Neorealism Film Awards
- 2022 - Best Cinematography al New York Neorealism Film Awards